# Павильон Катальной горки
Павильон Катальной горки — памятник архитектуры. Расположен в северо-западной части Верхнего парка Ораниенбаума.

## История
Катальная горка в Ораниенбауме была построена в 1762—1774 годах по проекту А. Ринальди. Она не была первым подобным сооружением; ей предшествовали Катальная горка в Царском селе и горка в Покровском селе. Идея подобных сооружений возникла под влиянием традиционной русской забавы — катания с ледяных гор зимой. Разрабатывая проекты катальных горок, их создатели выступали первопроходцами, так как примеров таких построек история архитектуры не знала.
Автором горки считался Растрелли, пока в начале XX века А. И. Успенский не опроверг версию документально. Авторство Ринальди подтверждается альбомом с гравюрами его построек в Ораниенбауме. Катальная горка — сложное монументальное сооружение — изображена на десяти листах этого альбома.
Предположительно изначально было запланировано декоративно-скульптурное, а не живописное оформление Круглого зала, в остальном строение выполнено без отступлений от первоначального замысла. Также не был реализован парадный подход от горки к Собственной даче, в который была включена полукруглая лестница с двумя всходами, балюстрадой и статуями, подпорной стенкой с нишами и статуями, вазами на верхней балюстрадой и фонтаном на нижней площадке.
В 1785 году горку реставрировал Иван Ситников, в конце века — Иван Фок. В 1801 году катание было прекращено из-за ветхости сооружений, так как на поддержание всех построек Собственной дачи выделялись малые средства.
В 1818 году планировалось перестроить павильон, на это предполагалось выделить 50 000 рублей под руководством В. П. Стасова, но проект не был реализован; официально император Николай I отменил планы в 1827 году, указав направить деньги на «построение дома для псовой и егерской охоты» в районе Петергофа.
Реставрация павильона после войны прошла в 1951—1958 годы под руководством М. М. Плотникова; была расчищена лепка и восстановлены её утраченные фрагменты, отреставрирована роспись, обновлены позолота, окраска стен и полы. Павильон был открыт для посетителей в 1959 году.
У здания администрации в Нижнем парке Ораниенбаума стоят вазы из искусственного мрамора, сделанные в 1980 году по образцу ваз, украшавших Катальную горку в середине XVIII века.

## Внешний вид

### Катальная часть

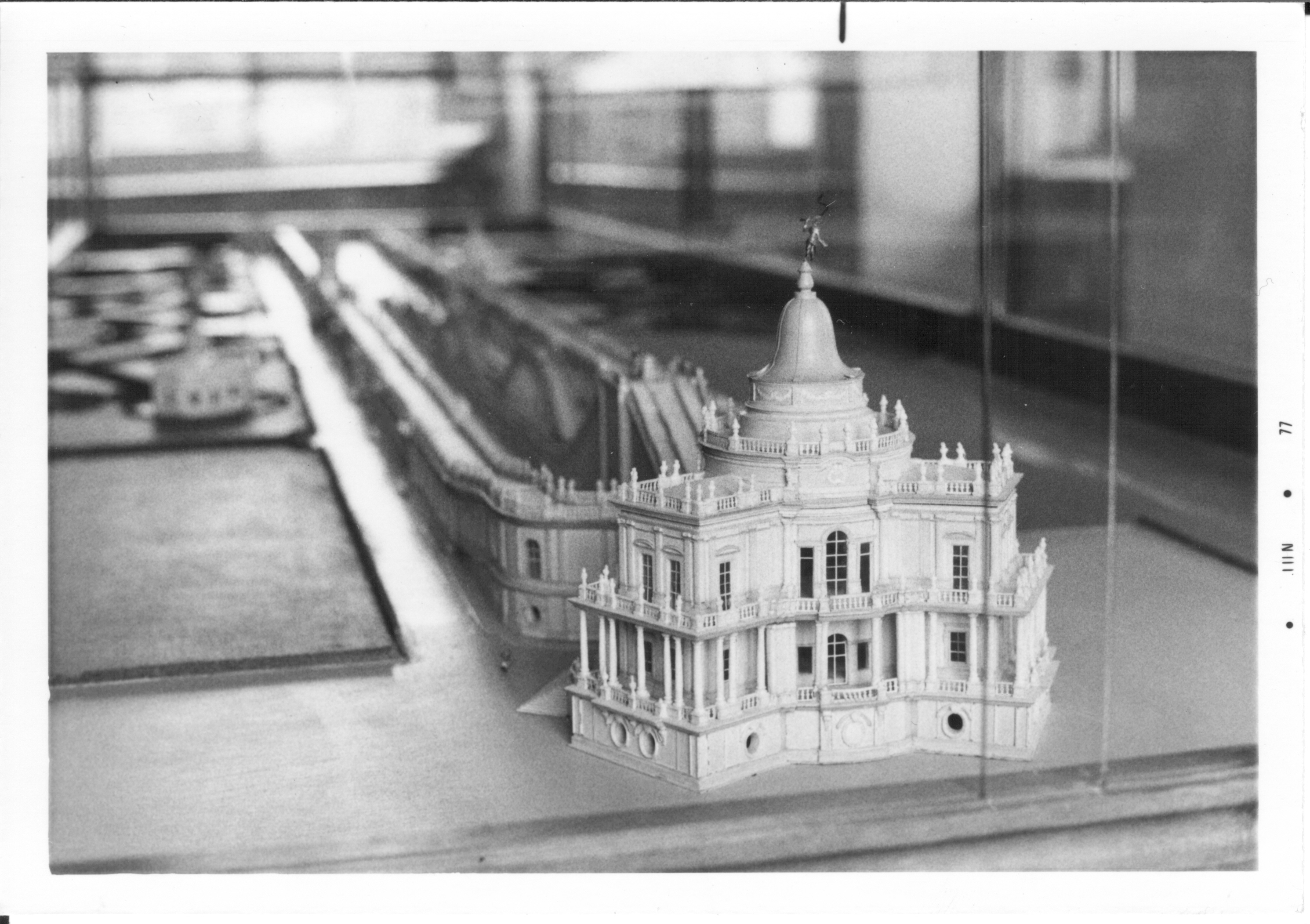
Модель павильона с катальным скатом

К каменному трёхэтажному павильону высотой 34 метра в сторону парка с террасы южной стороны здания примыкал деревянный скат с тремя колеями шириной более шести метров и рельсами, длиной 532 метра и со сложным волнистым профилем (с четырьмя горками). По центральному скату можно было кататься на специальных фигурных колясках (шести украшенных резьбой и позолотой одноколках, имитирующих триумфальные колесницы, гондолы и осёдланных зверей), по боковым скатам коляски поднимались специальными блочными механизмами. Параллельно спускам по обеим сторонам шли открытые каменные галереи-колоннады, плоские крыши которых служили террасами, ограждёнными балюстрадами с вазами и статуями. Верхние и нижние галереи соединялись внутренними лестницами, расположенными в семнадцати башенках. По лестницам можно было подняться на террасы; купола башен украшали звёзды. В конце колоннады закруглялись, ограничивая площадь, на которой планировалось установить каменный обелиск с барельефом Ринальди, подносящего императрице проект Собственной дачи, и с металлическим вензелем Екатерины II с короной на вершине. Обелиск так и не был установлен.
Деревянный скат и устройства создал плотник Пубрик, столярные работы для галерей выполняли столяры Матвей Потапов, Козьма Ипатов, Карп Фёдоров и подрядчик Василий Назаров, каменотёсные работы выполнил Никита Угловский, штукатурные — Иван Дышин, слесарь Фурквистр сделал из «белого железа» две звезды на купола, коляски изготовил И. Шульц.
В 1813 году колоннады ската рухнули, в 1847 году руины 160 пилонов и 772 колонн были описаны в журнале «Иллюстрация» как прибежище зайцев, в 1858—1861 году их разобрали.

### Павильон
Общий диаметр центрального объёма здания — около 20 метров. Стены здания лазурно-голубые, колонны и пилястры белые. У павильона горки центрическая композиция: главный зал — ротонда, завершающаяся куполом. К залу симметрично примыкают три квадратных помещения, между которыми находятся выходы на открытые террасы.
Первый этаж павильона представляет собой цоколь тосканской галереи-колоннады, обходящей вокруг второго этажа. Колонны галереи поддерживают открытую террасу третьего этажа. Купол-колокол здания стоит на барабане, образованном выведенными выше плоских крыш боковых помещений стенами центрального зала (непосредственно под куполом барабан, как и сам купол, деревянный, украшенный резными гирляндами). На второй этаж можно было подняться по наружным каменным лестницам с двойными расходящимися маршами; восточная лестница сохранилась, западная нет (на 2009 год можно было увидеть углубление перед западным фасадом, в котором видно основание засыпанной лестницы). До 1786—1787 годов на карнизе верхнего барабана стояли шесть резных золочёных статуй, а купол был увенчан статуей Терпсихоры.

## Интерьеры

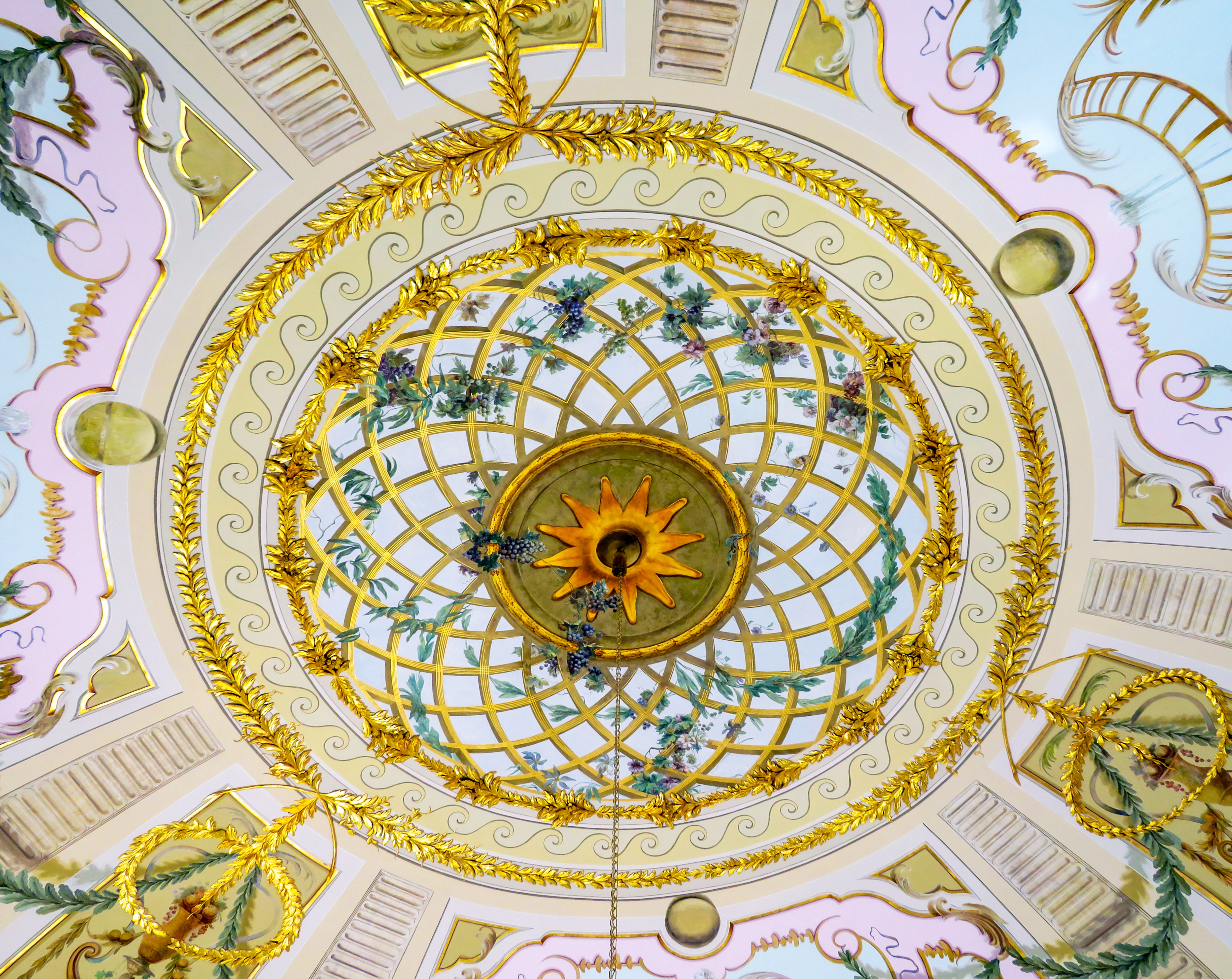
Роспись плафона Круглого зала

В интерьерах использована лепка и декоративная роспись. От овального вестибюля второго этажа сделан открытый переход к парадной лестнице; оба помещения украшены белой лепкой работы А. Джанни и Г. Спинелли на светло-зелёных стенах. Купол украшает «трельяжная сетка», стены — панно. Вид вестибюля перекликается с Овальным будуаром Гатчинского дворца, некоторые орнаменты напоминают скульптурное оформление Парадной лестницы Мраморного дворца.
Западный (Охотничий, Белый, Штукатурный) кабинет украшен лепными панно с атрибутами охоты, дверь расписана в технике гризайль. В восточном (Фарфоровом, Мифологическом кабинете обезьян) кабинете орнаментальная роспись продолжена рельефной лепкой с горельефами обезьян, амуров и птиц, поддерживающих полки для фарфоровых вещиц на мифологические темы, плафон создан Серафино Бароцци. Бароцци также расписал в темперной технике по гипсовому покрытию плафон главного помещения, Круглого зала. Стены Круглого зала покрыты панно с подвешенными на лентах гирляндами, венками и музыкальными инструментами. Роспись будто продолжается падугами с орнаментальной росписью, в центре плафона изображён золотой увитый зеленью трельяж, будто бы открытый в небо. В отделке использована позолота, из искусственного мрамора сделаны наличники дверей.
Полы всех помещений покрыты искусственным мрамором. В Круглом зале орнамент сделан также из искусственного мрамора, в Фарфоровом кабинете пол был расписан С. Бароцци в 1767 году (роспись восстановлена Л. А. Любимовым). В вестибюле узоры пола образуют три круга с наибольшим из них в центре.
Над дверями кабинетов висят десюдепорты, написанные в 1768 году С. Торелли: «Нептун», «Амфитрита» (утрачена, заново написана А. В. Трескиным) и «Наяда на дельфине». Зал освещался через тройные окна-двери, выходящие на внешнюю террасу.
В Фарфоровом кабинете было выставлено 40 фарфоровых групп, посвящённых власти императрицы над морями и победе при Чесме. Группы были выполнены в 1772—1775 годы И. И. Кендлером и М. В. Асье на Мейсенском заводе, в Россию их доставили и расставили в кабинете в 1776 году.
Консоли работы А. Джанни были восстановлены при реставрации В. В. Строгим и Г. Л. Щелкиной, бронзовые дверные приборы и позолоченные бра были восстановлены по сохранившимся образцам, орнаментальная роспись Круглого зала и Фарфорового кабинета была восстановлена А. Н. Виноградовым, А. А. Бобылевым и В. П. Окорочковым.
В советское время (до войны и после неё) в павильоне выставлялись скульптуры — «Аполлон и Дафна», бюст «Ниобея», мраморные вазы; в 2005 году они были перенесены на экспозицию в другие места.